# Theresa Kulikowski
Theresa Kulikowski (Tacoma, 13 de janeiro de 1980) é uma ex-ginasta estadunidense, que competiu em provas de ginástica artística.
Theresa fez parte da equipe estadunidense que disputou o Campeonato Mundial de 1995, em Sabae. Nele, foi membro da seleção medalhista de bronze por equipes, superada pelas chinesas e romenas, prata e ouro, respectivamente. Individualmente, foi a 183ª colocada na primeira fase da classificação do individual geral. Em 1999, abandonou as competições de elite e passou a competir no NCAA Championships, pela Universidade de Utah, na qual permaneceu até 2002.